# Oakhurst (Kalifornien)
Oakhurst (ehemals Fresno Flats) ist ein census-designated place (CDP) in Madera County im US-Bundesstaat Kalifornien, befindet sich 23 km südlich des Yosemite National Park und liegt am Fresno River.
Das U.S. Census Bureau hat bei der Volkszählung 2020 eine Einwohnerzahl von 5945 mit einem Durchschnittsalter von 51,3 Jahren ermittelt.
Oakhurst liegt an den Highways California State Route 41 und California State Route 49.
Von 1981 bis 1991 war Oakhurst die Heimat des Computerspiele-Herstellers Sierra On-Line.